# Рамазанов, Мухаммад-Хаджи
Мухаммад-Хаджи Рамазанов, известный как шейх Штульский (лезг. Штул Гъази Мугьаммад-гьажи; 1855, Штул — 1930, Дербент) — лезгинский религиозный и политический деятель, инициатор и руководитель антисоветского восстания в Южном Дагестане в 1930 году. После подавления восстания был арестован и приговорён к казни.

## Биография

### Становление
Родился в 1855 году в лезгинском селе Штул в семье известного в Дагестане шейха Рамазана. В 1907 году Мухаммад и его брат Ахмадуллах совершили паломничество в Мекку, по поводу их возвращения дагестанский учёный Гасан Алкадари написал касыду.
Стал известным религиозным деятелем Южного Дагестана, назначался делегатом от Кайтаго-Табасаранского округа на I съезде Союза горцев Северного Кавказа в 1917 году. По данным советских спецслужб, шейх владел тремя домами в сёлах Штул, Касумкент и Юхари-Стал, несколькими фруктовыми садами и 50 головами крупного рогатого скота, а также имел трёх жён . У Штульского было семеро детей, он часто ездил в Баку и Махачкалу. В 1929 году попал под арест, спустя два месяца был освобождён.

### Восстание
В результате восстания, которое было подавлено силами ОГПУ, шейх Штульский вместе с несколькими сотнями его соратников был приговорён к расстрелу с конфискацией имущества.
Число мюридов шейха Штульского после его смерти составляло 415 человек.

## Память
- Зиярат в родном селе Штул[источник не указан 380 дней].
- Азербайджанский исследователь Хаджи Нариманоглу ставит Штульского в один ряд со множеством кавказских героев[9].